# Ланчи, Джузеппе
Джузеппе Ланчи (итал. Giuseppe Lanci, 1 мая 1942, Рим) — итальянский кинооператор.

## Биография
Закончил Экспериментальный центр кинематографии в Риме. Работал в документальном и короткометражном кино, выступал ассистентом оператора на съёмках фильмов Марко Беллоккьо, Серджо Леоне, Пьера Паоло Пазолини. В 1979 снял полнометражный фильм М. Беллоккьо «Прыжок в пустоту». Впоследствии сотрудничал с крупнейшими итальянскими режиссёрами.

## Избранная фильмография
- 1980: Прыжок в пустоту (Марко Беллоккьо)
- 1982: Эренгард (Эмидио Греко)
- 1983: Ностальгия (Андрей Тарковский)
- 1984: Хаос (братья Тавиани)
- 1984: Генрих IV (Марко Беллоккьо)
- 1985: Каморра, или Сложное переплетение женских судеб (Лина Вертмюллер)
- 1986: Дьявол во плоти (Марко Беллоккьо)
- 1986: Венецианка (Мауро Болоньини)
- 1987: Доброе утро, Вавилон (братья Тавиани)
- 1988: Видение шабаша (Марко Беллоккьо)
- 1989: Красный голубь (Нанни Моретти)
- 1990: И свет во тьме светит (братья Тавиани)
- 1991: Осуждение (Марко Беллоккьо)
- 1991: Джонни-зубочистка (Роберто Бениньи)
- 1993: Флореаль (братья Тавиани)
- 1994: Дорогой дневник (Нанни Моретти)
- 1996: Избирательное сродство (братья Тавиани)
- 1998: Ты смеешься (братья Тавиани)
- 1998: Апрель (Нанни Моретти)
- 1999: Кормилица (Марко Беллоккьо)
- 2001: Комната сына (Нанни Моретти)
- 2002: Nowhere (Луис Сепульведа)
- 2004: Фаршированные перцы идут в дело (Лина Вертмюллер)
- 2004 : Ответь мне (Сузанна Тамаро)
- 2007: Гнездо жаворонка (братья Тавиани)
- 2008: No problem (Винченцо Салемме)

## Признание
Давид ди Донателло (1986) и ещё две номинации на эту премию.